# Ghazni (Provinz)

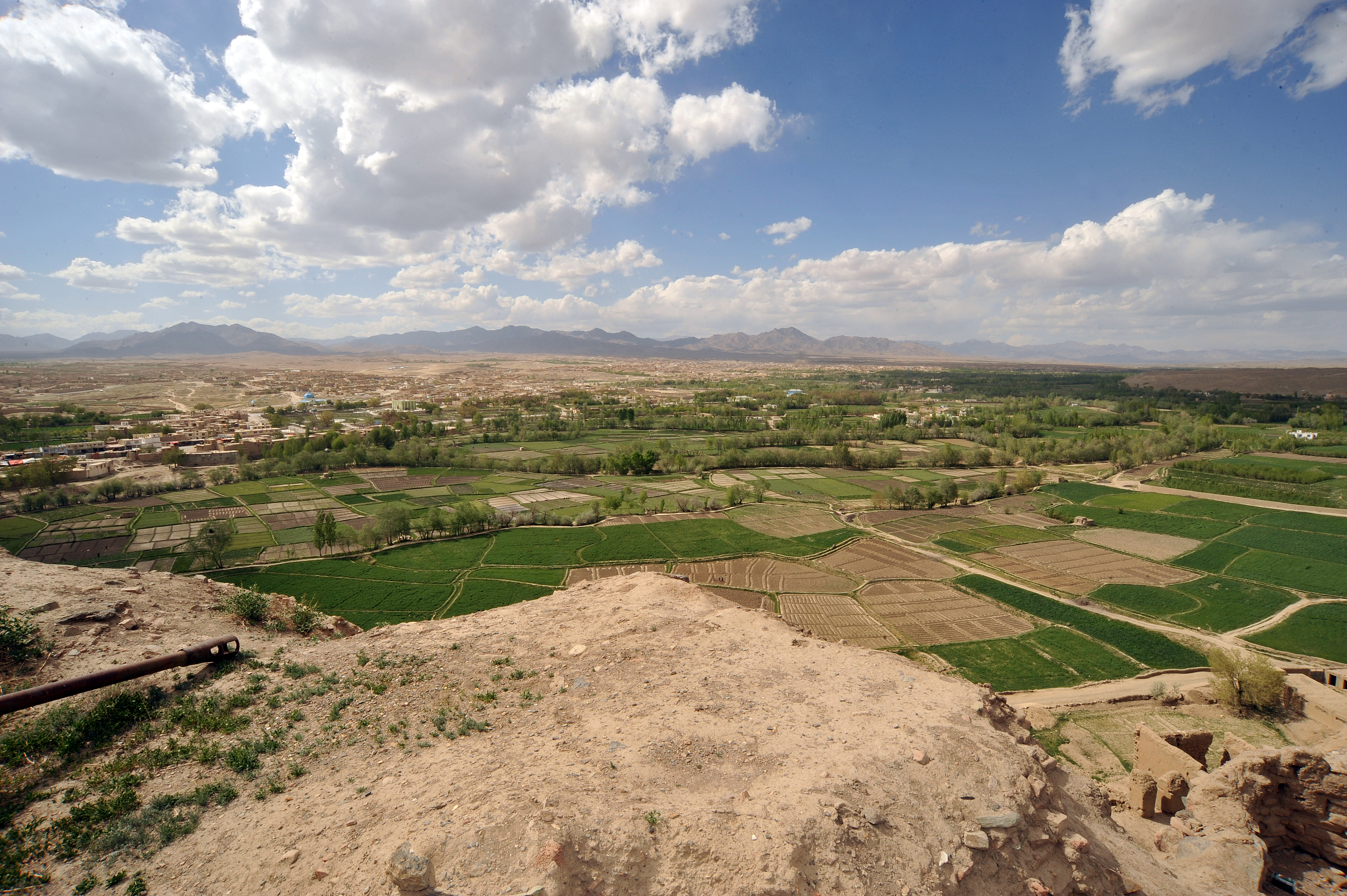
Blick auf die Stadt Ghazni

Ghazni (paschtunisch غزني; persisch (Dari): غزنى) ist eine der 34 Provinzen von Afghanistan.
Sie liegt im Osten des Landes in der Nähe zu Pakistan und bildet eine wichtige Station zwischen den Städten Kabul und Kandahar. Die Provinzhauptstadt ist Ghazni.

## Geschichte
Ghazni war Sitz der Ghaznawiden, die über Chorasan und Nordindien herrschten. Bis zur Talibanherrschaft lebten in der Provinz 60 % Hazara, 30 % Paschtunen und 10 % andere Volksgruppen. An religiösen Minderheiten gab es einige Sikhs und Hindus. Diese flohen dann außer Landes und kehrten erst wieder mit der Vertreibung der Taliban zurück. Für 2013 wird folgende ethnische Zusammensetzung angegeben: 48,9 % Paschtunen, 45,9 % Hazara und 4,7 % Tadschiken. Für 2020 wird die Gesamtbevölkerung der Provinz auf 1.362.504 Personen geschätzt.
Wie in vielen anderen südlichen Provinzen ist Ghaznis Sicherheitslage prekär, da die Taliban mittlerweile wieder viele ländliche Gebiete beherrschen.

## Taliban-Offensive 2018
Im November 2018 starteten die Taliban in der Ghazni Provinz eine Offensive, bei der sie den von den schiitischen Hazara bewohnten Distrikt Jaghori angriffen.

## Verwaltungsgliederung
Die Provinz Ghazni gliedert sich in folgende Distrikte:
- Ab Band
- Adschrestan
- Andar
- Bahram-e Schahid
- Deh Jak
- Gelan
- Ghazni
- Giro
- Dschaghatu
- Dschaghuri
- Malestan
- Muqur
- Nawa
- Nawur
- Qarabagh
- Zana Chan